# ألين ميرفي
ألين ميرفي (بالإنجليزية: Allen Murphy)‏ مواليد 15 يوليو 1952 في برمنغهام، هو لاعب كرة سلة أمريكي معتزل. بدأ مسيرته الاحترافية في سنة 1975. تم اختياره من قبل فريق فينيكس صنز خلال الدرافت. حمل الرقم 20. يبلغ طوله 6 قدم 5 بوصة (2.0 م). اعتزل اللعب في 1976.

## روابط خارجية
- ألين ميرفي على موقع إن بي أي (الإنجليزية)
- ألين ميرفي على موقع سبورتس رفرنس (الإنجليزية)
- ألين ميرفي على موقع كلية كرة السلة في سبورتس رفرنس.كوم (الإنجليزية)
- ألين ميرفي على موقع ريلجم (الإنجليزية)
- ألين ميرفي على موقع بروبوليرز (الإنجليزية)